# Mertensfunctie
In getaltheorie is de mertensfunctie de rekenkundige functie
{\displaystyle M(n)=\sum _{1\leq k\leq n}\mu (k)}
waarin {\displaystyle \mu (k)} de möbiusfunctie is.
Omdat de möbiusfunctie alleen de waarden –1, 0 en +1 aanneemt, is het overduidelijk dat de mertensfunctie langzaam beweegt en dat er geen {\displaystyle x} is zodat {\displaystyle M(x)>x}. Het vermoeden van Mertens gaat nog verder, bewerende dat er geen {\displaystyle x} is waarbij de absolute waarde van de mertensfunctie groter is dan de wortel van {\displaystyle x}. De onjuistheid van het vermoeden van Mertens was bewezen in 1985. De riemannhypothese is echter equivalent aan een zwakker vermoeden van de groei van {\displaystyle M(x)}, namelijk 
{\displaystyle M(x)=o(x^{{\frac {1}{2}}+\varepsilon })}
Omdat grote waarden van {\displaystyle M} ten minste net zo hard groeien als de wortel van {\displaystyle x}, is dit een strikte grens op de groeivoet.